# 透明だった世界
「透明だった世界」（とうめいだったせかい）は秦基博の10枚目のシングル。

## 解説
- 全作詞作曲は秦基博。編曲は久保田光太郎（#1）。
- 初回生産限定盤・期間生産限定盤・通常盤の3種類同時発売。
- 3ヶ月連続リリースの第1弾。
- 初回限定盤には、「透明だった世界」のビデオクリップ等を収録したDVD付。
- 期間生産限定盤は、「NARUTO」描き下ろし紙ジャケット仕様&スペシャル特典封入。

## 収録曲
1. 透明だった世界
  - テレビ東京系アニメ『NARUTO -ナルト- 疾風伝』オープニングテーマ
2. 29番線
3. たまには街に出てみよう
4. 透明だった世界<backing track>

## 初回特典DVD収録内容
1. 「透明だった世界」 -Music Video from Studio Session-
2. Making of 「透明だった世界」 -Music Video from Studio Session-
3. 透明だった世界 -from GREEN MIND 2010 -

| テレビアニメ『NARUTO -ナルト- 疾風伝』オープニングテーマ 2010年4月8日 - 9月30日 |                           |                                        |
| 前作: FLOW 『Sign』                                                             | 秦基博 『透明だった世界』 | 次作: NICO Touches the Walls 『Diver』 |